# Attenuizomus baroalba
Attenuizomus baroalba är en spindeldjursart som beskrevs av Harvey 2000. Attenuizomus baroalba ingår i släktet Attenuizomus och familjen Hubbardiidae. Inga underarter finns listade.